# 66843 Pulido
66843 Pulido è un asteroide della fascia principale. Scoperto nel 1999, presenta un'orbita caratterizzata da un semiasse maggiore pari a 2,6957278 UA e da un'eccentricità di 0,2319419, inclinata di 3,58828° rispetto all'eclittica.